# 店到宅
店到宅，是一種包裹寄送方式。可不限時間地點，達到貨運公司寄送至府上的目的。

## 概要
一般的貨運公司，都有營業時間的限制，而且費用又高昂。店到宅服務能達到折衷，便捷，運費低廉。
在台灣，大街小巷都有超商，利用超商店到宅比自行去貨運公司寄送，等待到府收貨會更省事。目前配合公司有宅配通，宅急便，新竹物流。有時也配合宅轉店
另外，若店到宅代收貨款，也省下匯款的時間。
台灣萊爾富，全家，OK超商曾共同合作，使用ezship物流系統互寄，達成A店寄B店取的模式。

## 大小限制
使用超商店到店的60尺寸(長+寬+高)為標準，超過其大小則無法寄送。

## 郵局
近期推出的郵局i郵箱，即24小時服務，惟大小，重量有所限制。

## 外部連結
- 認識「ezShip店到宅」 （页面存档备份，存于）
- 711交貨便 店到宅 （页面存档备份，存于）